# François Cosset
François Cosset [nommé aussi Cozette, Cossette], est un prêtre, musicien et compositeur français, actif à Reims, Paris et Amiens, né vers 1610 et mort après 1664.

## Biographie
Le premier document qu’on possède sur Cosset est une mention dans les archives de Reims, qui montre qu’il est reçu le 6 octobre 1628 sous-maître des enfants de la cathédrale Notre-Dame de Reims, au gages hebdomadaires de 60 sols tournois (soit 3 lt). Cet acte suggère qu’il a pu naître autour de 1610. Un document d’archive le mentionne à Reims en 1637 avec le titre de prêtre et maître de musique de l’église de Notre-Dame de Reims.
Le 4 mai 1643, Cosset succède à Jean Veillot à la maîtrise de la cathédrale Notre-Dame de Paris, après un bref intérim d'Henri Frémart. Il semble s’être mal entendu avec les enfants de chœur, qu’il fait parfois fouetter, et qu’il est en butte à sa hiérarchie. La piètre qualité de la musique qu’il fait exécuter - y eut-il vengeance des enfants de chœur? - fait que le chapitre reçoit des plaintes répétées de plusieurs auditeurs et de la reine Anne d’Autriche, et que Cosset est finalement renvoyé le 18 juillet 1646 et remplacé en août suivant par Valentin de Bournonville.
Les premières messes qu’il publie en 1649 le situent à Reims, avec le titre de Insignis Metropolitanæ Ecclesiæ Remensis, Simphonæta Simphoniarcha ; ceci est cohérent avec le fait qu’il est à nouveau cité à Reims en 1650 avec toujours le titre de maître de musique de Notre-Dame, et de surcroît chapelain de la chapelle Saint-Calixte. Leflon précise que le 4 mars 1652 Cosset est remplacé par Gérard Béraux à la direction de la musique de la cathédrale, sans qu’on sache ce que Cosset devient (en 1659 il est encore cité comme maître de chapelle de Reims dans les éditions).
Nonobstant ce dernier acte, il semble que sa deuxième carrière rémoise a dû durer une douzaine d’années, puisque le 20 décembre 1658 « François Cozette prêtre » est nommé maître de la musique de la cathédrale Notre-Dame d’Amiens, à la suite de Jean Cathala. Comme son prédécesseur, il est responsable de la chapelle vicariale de Saint-Quentin. Il démissionne de son poste le 24 novembre 1664, après quoi l’on perd sa trace.

## Œuvres

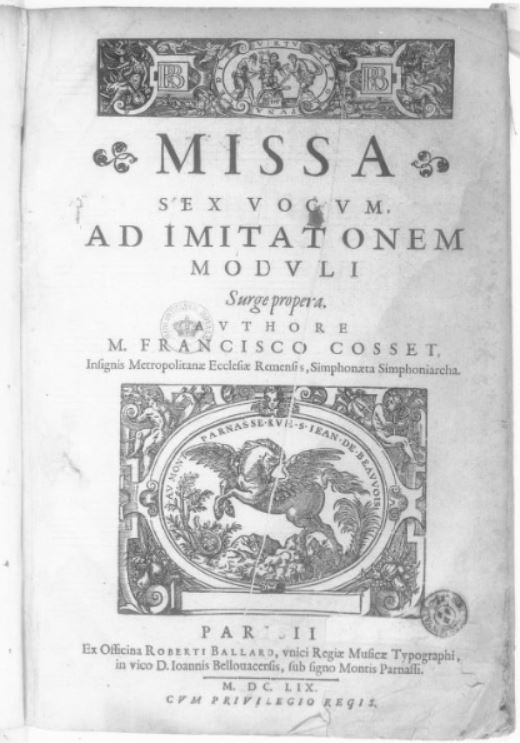
Page de titre de la messe Exultate Deo de François Cosset (Paris : Robert III Ballard, 1659).

L’œuvre connu de Cosset est uniquement religieux et consiste en huit messes à 4, 5 et 6 voix, dont les premières éditions connues courent entre 1649 et 1673. Leur style est « intermédiaire », en ce sens qu’il s’y trouve encore des passages en style polyphonique qu’on pourrait qualifier de « palestrinien », mais Cosset y insère aussi des passages au style moins sévère, dont le langage est plus harmonique et plus lisible.
Le grand nombre de rééditions de ses œuvres témoigne qu’elles ont eu un succès certain. En témoignent aussi les mises en partition réalisées par Sébastien de Brossard, qui lui ont servi lors d’exécutions faites à la cathédrale de Meaux. Brossard a parfois ajouté des parties instrumentales, une basse continue, et même des Domine salvum fac Regem conclusifs.
- Missa quinque vocum Gaudeamus omnes [5 v.]. Paris, Robert III Ballard, 1649. 2°, 12 f. RISM C 4187, Guillo 2003 n° 1649-C.

Secunda editio parue en 16xx (édition perdue). Guillo 2003 n° ND-26.
Tertia editio : Paris, Christophe Ballard, 1676. 2°, 12 f. RISM C 4188 et CC 4188.
Quarta editio : Paris, Jean-Baptiste Christophe Ballard, 1725. RISM C 4189.
Partition et parties séparées avec une symphonie et un Domine salvum fac Regem ajoutés par Sébastien de Brossard en 1688 (SdB 248) : Paris BNF (Mus.) : VM1-873 et 873(2).
Huit parties séparées (vers 1680-1700) : Paris BNF (Mus.) : L 17735.
Partition manuscrite par François-Louis Perne (sans paroles) à Bruxelles BR : Mss. II 3866 (cf. Cat. Fétis n° 1829).
Partition manuscrite par Th. Bachelet à Rouen BM : Ms. Bachelet 74 (d'après l'édition de 1676).
D’après Sébastien de Brossard, cette messe passe pour être une des messes préférées de Louis XIV, qui la demandait souvent.
- Missa quatuor vocum, ad imitationem moduli Cantate domino [4 v.]. Paris, Robert III Ballard, 1659. 2°, 12 f. RISM C 4192, Guillo 2003 n° 1659-F.

Novissima editio : Paris, Jean-Baptiste Christophe Ballard, 1744. RISM C 4193. Numérisée sur Gallica.
Partition manuscrite (sans paroles) : Bruxelles BR : Mss. II 3866 (Cat. Fétis 1829).
- Missa sex vocum, ad imitationem moduli Domine salvum fac regem [6 v.].  Paris, Robert III Ballard, 1659. 2°, 16 f. RISM C 4190, Guillo 2003 n° 1659-G.

Une première édition, maintenant perdue, a probablement paru vers 1649 (cf. Guillo 2003 n° 1649-F).
Messe probablement rééditée après 1744 (elle ne figure pas au catalogue de 1744 de la maison Ballard mais il en restait 46 exemplaires dans l’inventaire de 1750).
- Missa quatuor vocum, ad imitationem moduli Exultate Deo [4 v.]. Paris, Robert III Ballard, 1659. 2°, 12 f. RISM C 4194, Guillo 2003 n° 1659-H.

Une première édition, maintenant perdue, a probablement paru vers  1649 (cf. Guillo 1649-D).
[Tertia editio] en 1682, édition perdue  (Cat. 1683, BROSSARD 521 f. C-44),
[Quarta editio] en 1687 : RISM CC 4196a.
Nova editio : Paris, Jean-Baptiste Christophe Ballard, 1729. RISM C 4195. Numérisée sur Gallica.
Partition par Sébastien de Brossard avec une basse continue et un Domine salvum fac Regem ajouté par lui (SdB 247 = Cat. Brossard 767) : Paris BNF (Mus.) : VM1 918.
Partition manuscrite par François-Louis Perne (sans paroles) à Bruxelles BR : Mss. II 3866 (cf. Cat. Fétis 1829).
Edition moderne par Jean-Charles Léon (avec la basse continue et le Domine salvum ajoutés par Brossard) : Tours, La Sinfonie d’Orphée, 2003.
- Missa sex vocum, ad imitationem moduli Surge propera [6 v.]. Paris, Robert III Ballard, 1659. 2°, 18 f. RISM C 4191, Guillo 2003 n° 1659-I. Numérisée sur Gallica.

Une première édition, maintenant perdue, a probablement paru vers 1649 (cf. Guillo 2003 n° 1649-G).
- [Missa quinque vocum, ad imitationem moduli Salvum me fac Deus, 5 v.]. Paris, Robert III Ballard, 1661. 2°. Guillo 2003 n° 1661-I.

Edition perdue, dont l'existence est attestée par divers catalogues et par les notes de Sébastien de Brossard.
Une première édition, maintenant perdue, a probablement paru en 1649 (cf. Guillo 2003 n° 1649-H).
- Missa sex vocum, ad imitationem moduli Super flumina babylonis, secunda editio [6 v.]. Paris, Christophe Ballard, 1673. 2°. RISM CC 4196b.

Une première édition, maintenant perdue, a paru à une date inconnue (cf. Guillo 2003 n° ND-27).
- Missa quatuor vocum, ad imitationem moduli Eructavit cor meum Deus... Secunda editio [4 v.]. Paris, Christophe Ballard, 1673. 2°, 12 f. RISM C 4196, numérisée sur Gallica.

Une première édition, maintenant perdue, a probablement paru en 1649 (cf. Guillo 2003 n° 1649-E).
Tertia editio : idem, 1687. RISM C 4196 $$ vérifier.
Mise en partition avec orgue faite en 1699 par Sébastien de Brossard : Paris BNF (Mus.) : VM1 919 et 919 bis (cf. Cat. Brossard 768).
Mise en partition (sans paroles) à Bruxelles BR : Mss. II 3866 (Cat. Fétis 1829).

## Discographie
- Messe Super flumina Babylonis. Les Boréades, dir. Hervé Niquet. 1 CD ATMA Classique, 2002.
- Messe brève Gaudeamus pour chœur mixte à 5 voix. Ensemble choral dir. Emile Martin. 1 disque 45 tours, s.l., s.n., 1960, réf. PM 17019 (exemplaire à Paris BNF).
- Missa quatuor vocum Cantate Domino, dans : Cinq siècles de musique dans la cathédrale de Reims, solistes, maitrise de la cathédrale de Reims ; Orchestre de chambre Jean Francois Paillard, dir. Jean François Paillard. 1 disque 33 tours, S.l., s.n., s.d. Réf. Erato STE50277.